# 医学史
醫學史，又稱醫療史或醫藥史，是基礎醫學的一個分支（也是歷史學-科技史的研究對象之一），以疾病經驗及其對應手段為研究對象。二十世紀初期的醫學史，大多由醫生所撰寫，強調醫學技術的進步與突破。近期的醫學史，則強調病人的經驗，以及不同時代或文化對身體和疾病認知的差異。

## 傳統醫學

### 印度医学
印度醫學奠基於阿育吠陀（又稱寿命吠陀）之上。這部經典包括了《遮罗迦本集》（Charaka Samhita）和《妙闻本集》（Sushruta Samhita）兩個部分。《遮罗迦本集》認為，健康和疾病不是必然的，人类的努力可使生命延长。《妙闻本集》則將医学的目的定義为治疗病人的疾病、保护健康的人及延长生命。这两部古老的文献包括了检查、诊断、治疗及预后（对疾病的发作及结果的预言）等細節。《妙闻本集》描述各种形式的手术，包括鼻成形术、毁坏的耳垂的修复、会阴膀胱切石手术、白內障外科及一些其它的切除术和手术过程。
阿育吠陀包含医学的八个分支：内科医学、外科（包括解剖学）、眼、耳鼻喉和头部等疾病与治疗、小儿科、精神病学和心身症、毒物学、返老还童之术及催情之术。除此之外，阿育吠陀的学生也必須學習十门醫學技术：蒸馏、操作技巧、烹饪、园艺、冶金术、制糖、药剂学、矿物的分析与准备、金属的混合和碱的准备。

### 埃及医学
包含在艾德温·史密斯纸草文稿的医学知识可以追溯到公元前3000年。 手术被知道最早在大约公元前2750年在埃及进行。埃及第三王朝的印何阗有时候被誉为埃及医学的创始人及详细说明了治疗、疾病和解剖学的观察的艾德温·史密斯纸草文稿的原作者。成书于大约公元前1600年的艾德温·史密斯纸草文稿被看作是一些早期著作的集合。那是一本关于外科学的课本，几乎完全缺乏了关于魔法的思想，详细地描述了检查、诊断和预后。
相反地，《埃及伯斯纸草文稿》（成书于大约公元前1550年）充满了咒语、驱赶造成疾病的恶魔的方法和其他的迷信。《埃及伯斯纸草文稿》可能是最早记录了肿瘤的文件，但是由于对于古代医学术语缺乏了解，它可能只是指简单的肿胀。
《卡閽城婦科紙莎草文稿》 对女人的投诉和问题有了概念。三十四宗个案详细地描述了治疗和诊断。（一些并不完整）
已知被称为“生命之屋”的医疗机构早在埃及第一王朝的古埃及被建立起来。 在埃及第十九王朝时，一些工人享受的利益如医疗保险、退休金和病假。
已知最早的医生是公元前27世纪的古埃及法老左塞尔的Hesyre的“牙医和医生的长官”Hesyre。 同样，已知最早的女医生——Pessechet在埃及第四王朝时期的古埃及实行医术。她的头衔是“女医生的女管理人”。除了作为管理人的角色，她也让在塞易斯的医学院的接生员们毕业。

### 巴比伦医学
最古老的关于医学的巴比伦文献可追溯到公元前2000年的前半部的古巴比伦时期。最详尽的巴比伦医学文献却是在巴比伦国王Adad-apla-iddina（公元前1069年至1046年）统治时期的由博尔西帕城的医生Esagil-kin-apli所写的《诊断手册》。
随同当代古埃及医学，巴比伦人介绍了诊断、预后、身体检查和药方的概念。此外，《诊断手册》介绍了治疗和病因学的方法及经验主义、逻辑学和诊断、预后和治疗的合理性的使用。此文献包含了一份含有许多病症的名单并经常详述了试验上的观察和用来结合在病人身上所观察的病症与其诊断及预后的合理的规则。
《诊断手册》以一组合理的公理和假设为基础，其中包括了一些现代看法即通过视察病人的症状，我们可能确定病人的疾病、病因、病情的发展及复原的机会。病人的病症及疾病可通过一些医学上的方法如绷带、油和药丸来治疗。

### 波斯医学
波斯的医学的学习与实施有一个长且成果丰硕的历史。波斯在东西方的交叉处的位置使它成为古希腊和印度医学发展的中心。许多贡献被加入到这个知识体中在伊朗被伊斯兰化之前及之后。
波斯的第一代医生在Jundishapur学院接受训练。医学医院有时候被声称已被发明。例如：腊泽斯成为第一位系统地使用在医学用途上使用酒精的医生。
《医学全书》是一本由伊朗化学家腊泽斯编纂的最完整的书。在这本书里，腊泽斯记录了来自他自己经验的临床个案和提供了各种疾病非常有用的记录。
介绍了麻疹和天花的由腊泽斯编纂的《Kitab fi al-jadari wa-al-hasbah》在欧洲具有非常大的影响力。
Mutazilite （一间伊斯兰教神学学校）哲学家和医生阿维森纳是另一位具有影响力的人物。他的《医学正典》有时候被认为是医学史上最著名的书。它曾经是欧洲的标准书本直到启蒙时代。

### 中国医学
中国也发展了一个巨大的传统医学体系。许多传统的中国医学的哲学源自道教的医生对疾病做实际的观察，并反映了经典的中国人信仰，即人类的体验表达了起因的原则能影响所有程度的环境。这些起因的原则，无论是物质的、精神的或神秘的，以宇宙的自然秩序的表达有因果关系。
《黄帝内经》記述了黄帝与岐伯關於醫藥健康的談話，傳統上被認為是中醫學最早的系統專著。然而經考證其成書年代約在戰國時期，也受到當時的哲學思想所影響，可以說是提綱挈領的指導了中醫的理論。
在汉朝时，作为长沙太守的张仲景在公元2世纪末编纂了《伤寒杂病论》。晋朝针灸学的提倡者皇甫谧也在他的《黄帝三部针灸甲乙经》提起了黄帝。在唐朝时期，王冰声称找到了黄帝内经的原著，并大量地扩充和修改了它。在公元11世纪（宋朝），因为朝廷的命令，《黄帝内经》再次被修订成接近今天的版本。這本經典是传统中国医学基础的重要代表作品。

### 希伯来医学
我们大部分对于希伯来人的医学的认识来自于《摩西五经》。它包含了各种与健康有关的法律和仪式，例如隔离受到感染的病人、处理了尸体后需洗澡及将排泄物和粪便埋在远离营地的地方。尽管遵守这些条规确实为健康带来好处，但犹太教徒相信执行这些仪式和禁忌纯粹是为了完成上帝的意愿，而没有隐藏的意图。Max Neuberger 在他的《医学的历史》说：“这些条规关注疾病的预防、流行病的抑制、性病和卖淫的抑制、皮肤的照顾、洗澡、食物、住所与衣服、劳工条规、性生活、人民的纪律等。这些条规中的许多条规例如：安息日的休息、行割礼（犹太教和伊斯兰教的宗教仪式，在仪式里进行割包皮活动）、关于食物的法律（禁止猪肉和血）、关于月经、临盆妇女和淋病患者的条规、麻风病患者的隔离和露营的保健，考虑到天气的情况，令人意外的合理。”（Neuburger的《医学的历史》，牛津大学出版社，1910年，第一卷，第38页）

### 歐洲醫學
自从1991年在奥地利及意大利的阿尔卑斯山上发现冰人奥茨，人們開始察覺到医学的历史要比想像中源遠流長。他大约46岁，身上超过40处有纹身。根據醫學分析，大部分纹身的位置是他曾经有过疾病或疼痛（如关节炎）的地方。他在公元前3300年過世，而他的尸体是欧洲所保存的最古老的木乃伊，如今被保留在意大利波尔查诺的博物馆中。希臘時代曾經有幾十年的時間法律允許醫生可以將奴隸或犯人活活解剖來做研究，但後來又禁止活人解剖。
因为亚洲和欧洲社会的发展，信仰系统被不同的自然系统所取代。希腊人自希波克拉底开始就发展了一个体液医学系统，治疗被认为是恢复体内体液的平衡。《古代医学》一部关于医学专题著作，由希波克拉底大约于公元前400年所编纂。类似的看法在中国和印度也得到支持。在希腊，自从盖伦直到文艺复兴时期，医学的要旨是通过控制饮食和卫生来维护健康。解剖学的知识非常有限，只有很少外科或其他治疗。靠着和病人的良好关系，医生处理微小的病痛及安慰病人恶劣的情况，但在发生流行病时，一开始发生在城市和动物的驯养，然后在全世界流行，医生的作用不大。
希波克拉底被看作是现代医学之父，而他的跟随者首先描述许多疾病及医学状况。他被赋予荣誉因为他首先描述了杵状膨大（手指与脚趾的末端扩大，指甲闪闪发亮且不正常弯曲的情形），是慢性化脓肺病、肺癌和发绀的心脏病的重要症状。因为这个原因，畸形的手指有时候被称为“希波克拉底手指”。希波克拉底也是第一位在预后描述“希波克拉底面容”的医生。莎士比亚在《亨利五世》（戏剧）中在描述法斯塔夫之死时著名地间接提到对“希波克拉底面容”的描述。
希波克拉底将疾病分类成急性、慢性、地方性及流行性并使用了术语例如恶化、复发、消退、病情急转、突发、巅峰和康复。另一个希波克拉底的主要贡献可以在症状学、物理的发现、外科治疗和胸积脓症的预后的描述中找到。希波克拉底是第一位备有文件证明的胸外科医生，而他的发现仍然正确。
盖伦进行了许多大胆创新的手术，包括脑和眼的手术，在那之后的大约两千年没有人尝试进行过脑和眼的手术。后来在中世纪的欧洲，盖伦在解剖学的文章成为中世纪医生的大学课程的支柱，然而他们在医学的发展停滞不前。然而在16世纪30年代，比利时的解剖学家和医生安德烈亚斯·维塞利亚斯进行了一项将许多盖伦用希腊文书写的文章翻译成拉丁文的计划。维塞利亚斯最著名的作品——《人体结构》极大地受到盖伦的文章的影响。盖伦和阿维森纳的作品尤其是包含了他们两人的学说的《医学正典》被翻译成拉丁文。《医学正典》维持为欧洲医学教育最具权威的书直到16世纪。
罗马人发明了许多外科器械，包括第一个特别给女人的器械，而且在外科上使用了钳子、手术刀、烧灼剂、剪刀、缝针、探针和扩张器。罗马人也是白内障手术的先驱者。
中世纪的医学逐步发展的科学和宗教的混合物。在早期的中世纪，随着罗马帝国的灭亡，标准的医学知识主要基于仅存的保存在修道院或其它地方的希腊和罗马的文章。关于疾病的治疗和起源的概念并不是完全是世俗的，而也基于宗教的看法。因素例如命运、罪恶和星的影响被认为和物理因素相当。
欧利拜休斯（页面存档备份，存于）是拜占庭帝国最伟大的医学知识编纂者。一些他和其他拜占庭帝国的医生的作品被翻译成拉丁文，甚至到了启蒙时代和理性的时代，被翻译成英文和法文。最后一位伟大的拜占庭帝国的医生是居住在14世纪早期的君士坦丁堡的Actuarius。
医学显然不是博雅教育的七大范畴之一，因此被看成是手工艺甚于科学。然而，医学、法律学和神学分别是欧洲12世纪的第一所大学的學院。 Rogerius Salernitanus的《外科的实施》，为现代外科手册奠定了基础。现代神经学的发展开始于16世纪的描述了脑部构造和其他的维塞利亚斯。他对它的功能缺乏概念，并认为它主要被放置在脑室。

### 伊斯兰医学
伊斯兰教的文明着重在医学因为伊斯兰教徒医生对医学的各领域（包括解剖学、眼科学、药理学、药学、生理学、外科学和制药的科学（Pharmaceutical Sciences））有着重大的贡献。阿拉伯人进一步发展了希腊人和罗马人的医学的实施。胡纳因伊本伊沙克和他的助理将希腊医生盖伦的作品翻译成阿拉伯文。此作品尤其是盖仑所坚持的合理和系统的医学方法为伊斯兰教的医学设置了模板。伊斯兰教医学迅速传遍整个阿拉伯帝国。伊斯兰教徒医生设置了最早的医院。欧洲在十字军东征时期受到中东的影响而建立了医院。
肯迪在他所编纂的De Gradibus展示了数学在医学上的应用，尤其是在药理学。这包括了数学上的发展去测定药物的强度和一个能让医生预先知道病人的病的最重要的那几天的系统。腊泽斯辑录了许多依据他自己经验的临床个案和提供了很有用的关于许多疾病的记录。他的《医学全书》介绍了麻疹和天花，并在欧洲非常有影响力。在他的《对于盖伦的疑惑》中，腊泽斯是第一个运用实验方法证明盖伦的体液理论和亚里士多德的四元素说的错误。
宰赫拉威被看成是现代外科学之父。他编纂了《医学的方法》（阿拉伯語：كتاب التصريف لمن عجز عن التأليف）。那是一本30卷的医学百科全书。伊斯兰教徒和欧洲人的医学院都有教授这本书直到17世纪。他用了许多外科器械，包括那些特别给女人的器械、肠线、钳子、结扎线、外科针、手术刀、刮匙、牵引器、外科匙、探针、外科钩、扩张器、锯和石膏。
阿维森纳被认为是现代医学之父和历史上其中一个最伟大的思想家和医学学者。他编纂的《医学正典》（1020年，阿拉伯語：القانون في الط，亦作《回回藥方》）和《治疗之书》（11世纪，阿拉伯語：الشفاء）维持了作为伊斯兰教徒和欧洲人的标准课本直到17世纪。阿维森纳的贡献包括在研究生理学中介绍了系统的实验和测量、通过接触传染的传染病的发现、隔离的介绍以限制通过接触传染的疾病的传播、试验中的药物和临床实验的介绍、首次关于细菌和病毒的介绍、从胸膜炎中区分出纵隔、结核能通过接触传染的特性、通过水和土壤传播的疾病、首次对皮肤疾病的详细描述、性病、性反常、神经病、用冰来治疗发热和从药理学中区分出医学。从药理学中区分出医学对于制药的科学的发展非常重要。

## 現代醫學

### 細菌論
在19世纪30年代的意大利，阿古斯蒂诺·巴希研究出家蚕白僵病是由微生物所引起。与此同时，德国的泰奥多尔·施旺领导了对酵母发酵机理的研究，并提出发酵过程是由活体微生物所引起。当时的领袖化学家李比希等人只研究发酵过程的物理化学基础，主张发酵是无机化学过程，并指施旺的有机体导致发酵的理论是向活力论倒退。
在1847年的维也纳，伊格纳兹·塞麦尔维斯(1818–1865)在研究产褥热时，发现让医生在接生前洗手可以极大地极少产妇的死亡率。但是他的发现不为大多数同行所认可，并遭到排挤和攻击。

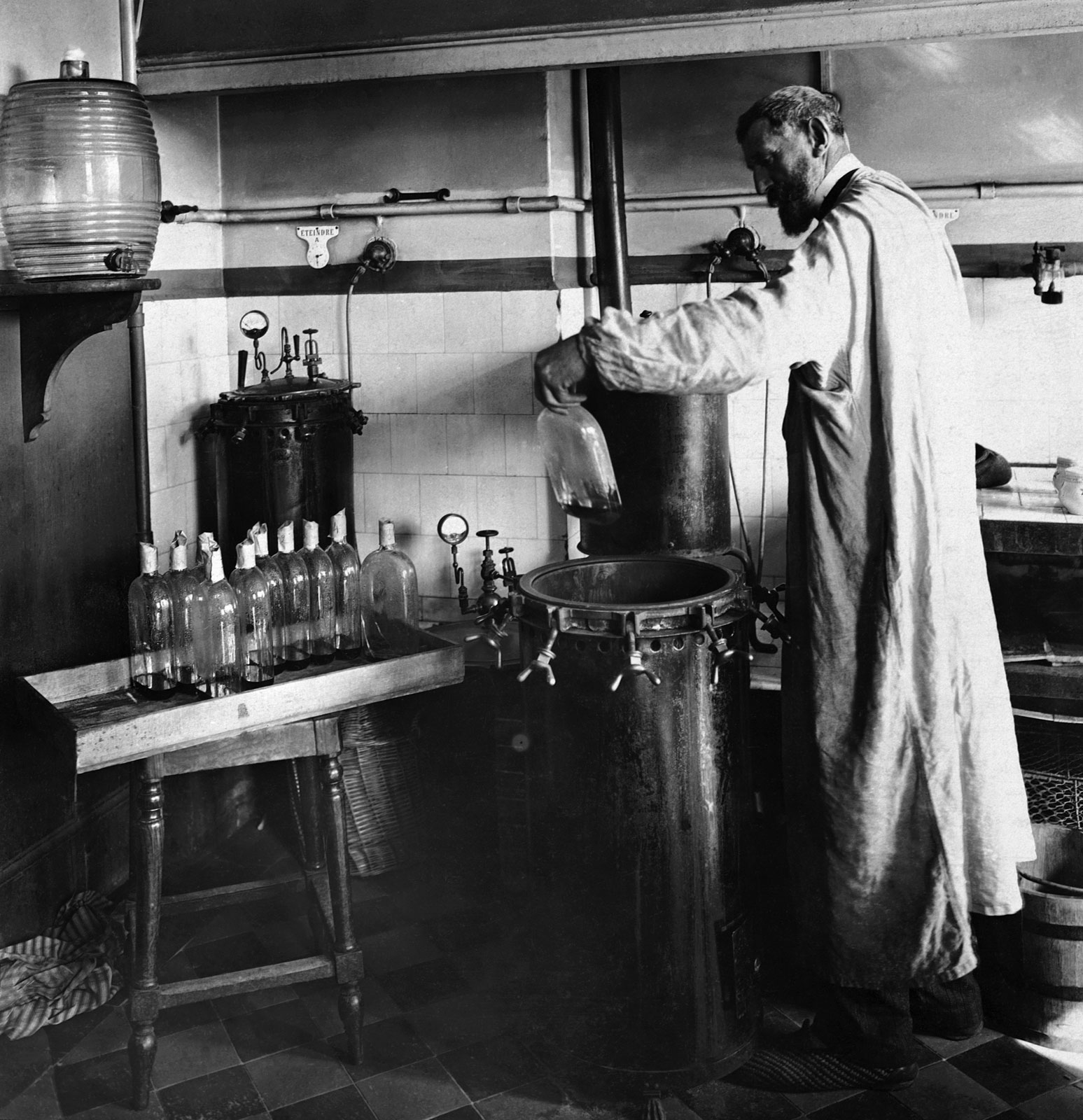
路易斯·巴斯德正在做细菌实验。摄于1870年左右。

1857年，法国科学家路易斯·巴斯德确认了施旺的发酵实验，并支持酵母是一种微生物的假说。他还暗示此类微生物活动可能也是传染病的病因。1860年，巴斯德的丁酸细菌发酵实验报告启发法国人卡西米·达万尼发现了一种相似的物种。达万尼发现的是炭疽病的病原体炭疽杆菌，他当时称其为“杆状体”（bacteridia）。但其他人则不以为然地认为这种“杆状体”只是炭疽病的副产物。英国外科医生约瑟夫·李斯特则认真地对待这一发现，进而在1865年引入了外用的消毒药水。
德国生理学家罗伯特·科赫留意到德国同行费迪南德·科恩的一篇关于细菌孢子阶段的报告，进而发现了“杆状体”的生命周期。科赫鉴定了致病物的孢子，并将其注射到动物体内，由此复现了炭疽病的发病过程。这是当时实验病理学和疾病细菌论的一大突破。巴斯德的团队补充了细菌的生态学研究，并确认孢子在自然界中的生态学角色。科赫则在1878年发表了一篇关于伤口细菌病理学的里程碑式的论著《关于伤口感染病人的病因学研究》（德語：Untersuchungen über die Aetiologie der Wundinfectionskrankheiten）。
1881年，科赫又报告发现了结核杆菌（当时称其为“瘤状属杆菌”（tubercle bacillus）），强化了自己先前的学说和整个细菌论的历史地位。几年后，科赫和弗里德里希·勒夫勒总结出了著名的柯霍氏法则。

## 專題

### 藥學史
尽管没有确切的记录表明什么时候植物开始被使用在医学用途，在法国的拉斯考克斯山洞发现的壁画描述了药草的使用，按照放射性碳定年法，这可追溯到公元前13,000至25,000年。随着时间的过去，经过反复的试验，早期的部落群体对药草学有了初步的认识。

## 外部連結
- 美國國家醫學圖書館：History of Medicine（页面存档备份，存于）
- Directory of History of Medicine Collections（页面存档备份，存于）
- . . New York: Robert Appleton Company. 1913.
- . . New York: Robert Appleton Company. 1913.